# Nowokurupkajewka
Nowokurupkajewka (ros. Новокурупкаевка) – wieś (dieriewnia) w Rosji, w obwodzie nowosybirskim, w rejonie barabińskim. W 2010 liczyła 358 mieszkańców, głównie Tatarów.